# Ischia (stad)
Ischia is een Italiaanse gemeente, onderdeel van de metropolitane stad Napels, wat voor 2015 nog de provincie Napels was (regio Campanië) en telt 18.200 inwoners (31-12-2004). De oppervlakte bedraagt 8,0 km², de bevolkingsdichtheid is 2268 inwoners per km².
De stad ligt op het eiland Ischia.
De volgende frazioni maken deel uit van de gemeente: Campagnano, San Domenico, San Michele, Sant'Antuono.

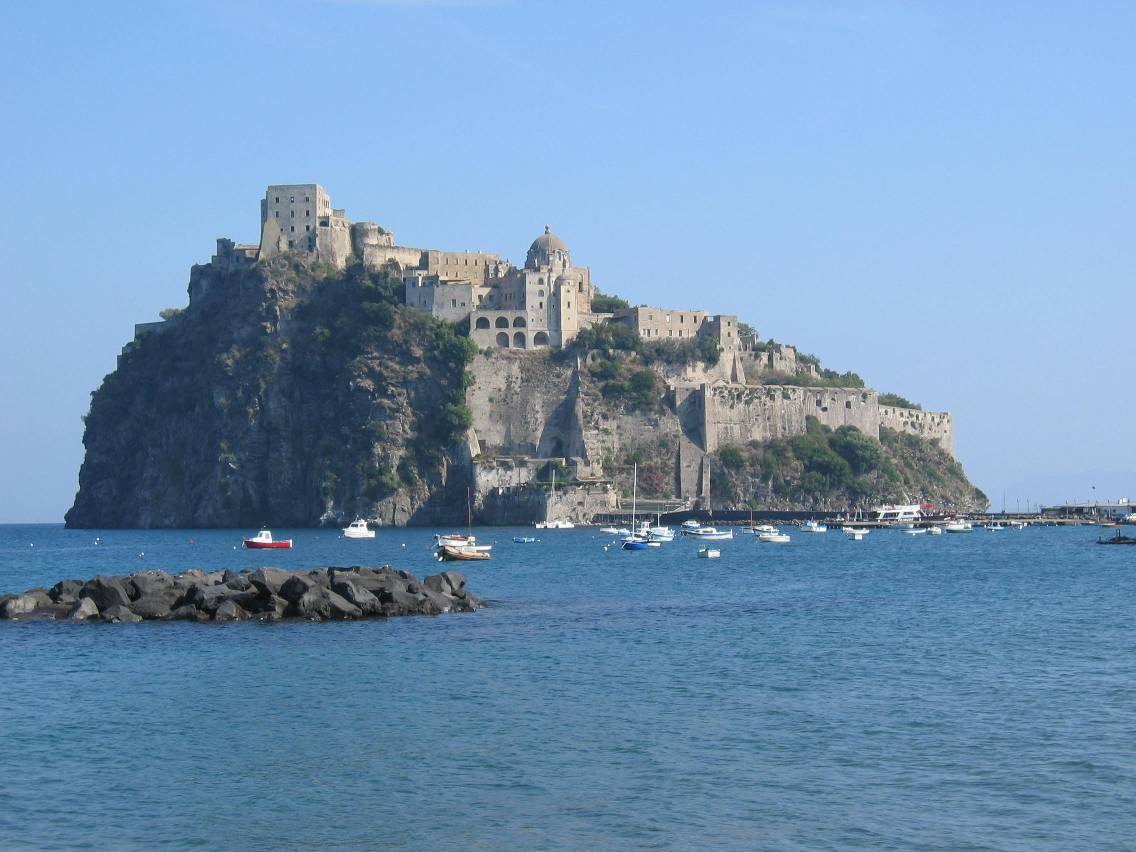
Castello Aragonese, Ischia
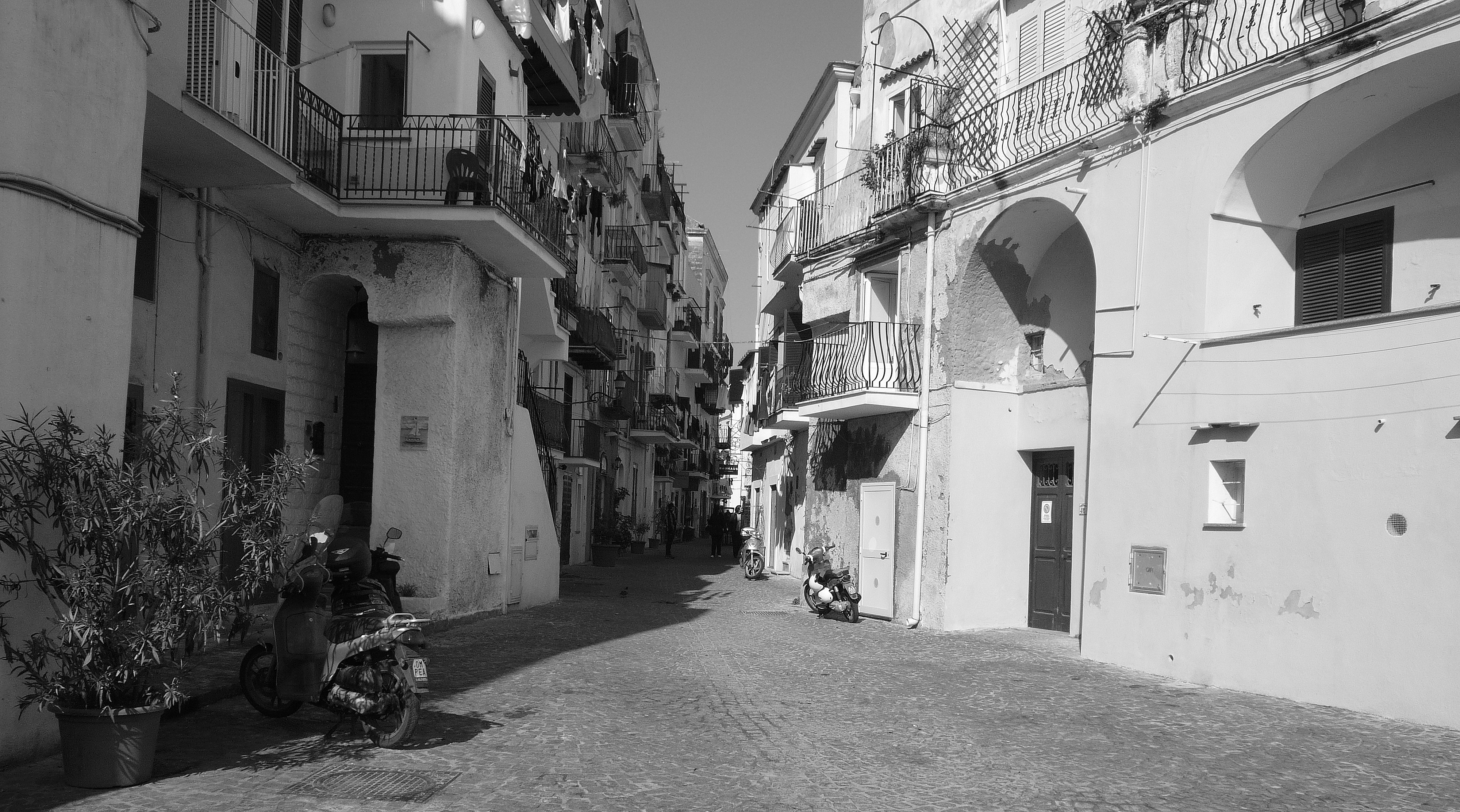
Ischia
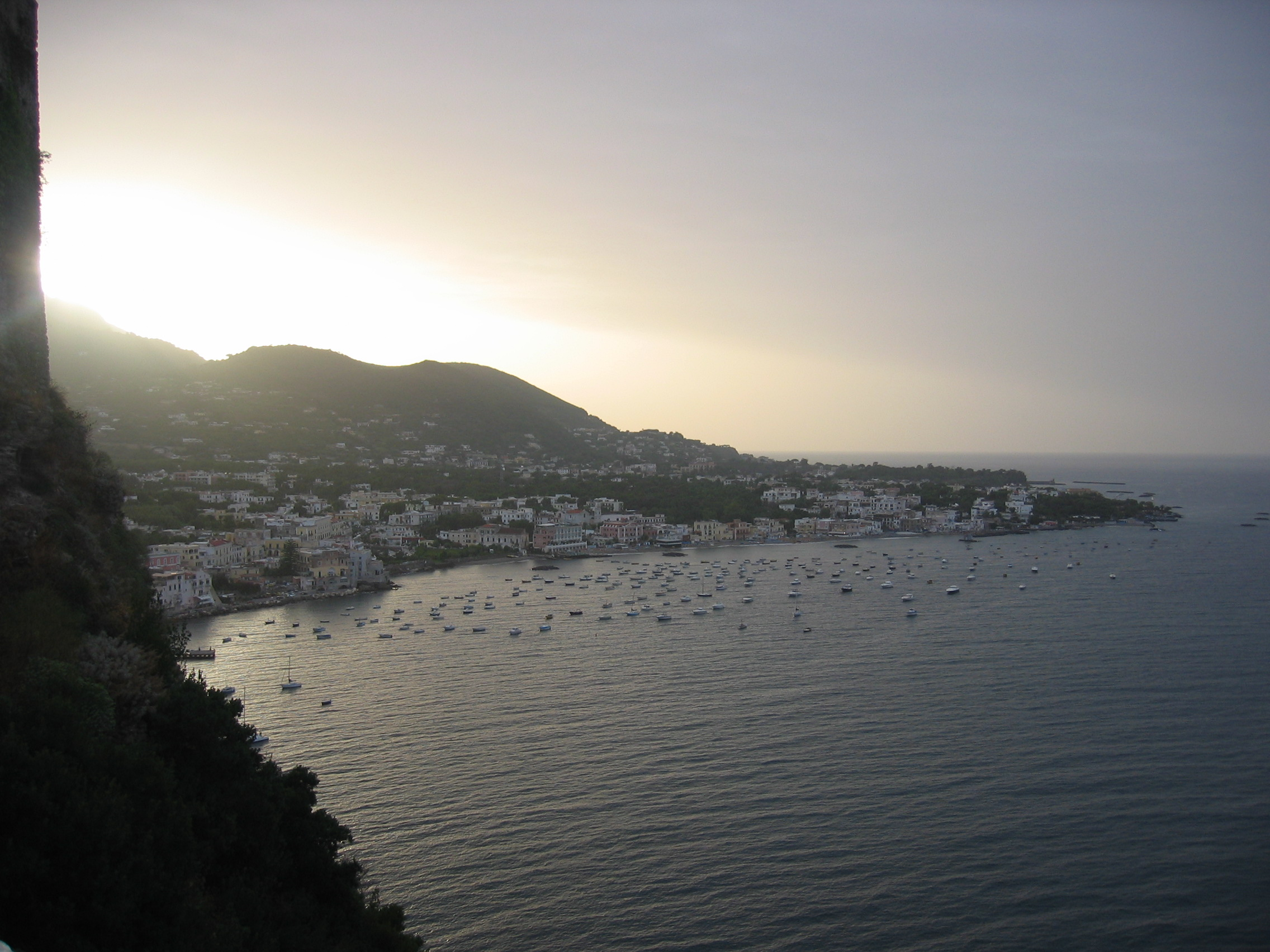
Kustlijn

## Demografie
Ischia telt ongeveer 8378 huishoudens. Het aantal inwoners steeg in de periode 1991-2001 met 14,0% volgens cijfers uit de tienjaarlijkse volkstellingen van ISTAT.
| Jaar | Inwoneraantal |
| ---- | ------------- |
| 1991 | 16.013        |
| 2001 | 18.253        |

## Geografie
Ischia grenst aan de volgende gemeenten: Barano d'Ischia, Casamicciola Terme.